# Skt. Elias katedral i Aleppo
Skt. Elias Katedral (arabisk: كاتدرائية القدّيِس الياس), er en græsk-katolsk (uneret maronitisk kirke) kirke i Aleppo, Syrien, som ligger i det kristne kvarter Jdeydeh. Den er navngivet efter profeten Elias. Kirken er bygget i 1873 på samme plads som en tidligere kirke. Den blev renoveret i 1914. Her blev cement anvendt som byggemateriale for første gang i Aleppos historie. Den blev opført med assistance fra belgiske eksperter. Foran indgangsporten er en statue af ærkebiskop Germanos Farhat (1670–1732) opført i 1932 til minde om 200-året for hans død.
I august 2012 blev katedralen lettere beskadiget under Slaget om Aleppo.

## Galleri
- Statuen af Skt. Elias ved kirken
- Statuen af ærkebiskop Germanos Farhat
- Kirken ved Farhat square

## Eksterne links
- Arch Net Arkiveret 10. december 2008 hos  Wayback Machine

36°12′26″N 37°09′21″Ø / 36.2071°N 37.1558°Ø